# Niklas Luhmann
Niklas Luhmann (n. 8 decembrie 1927 - d. 6 noiembrie 1998) a fost un sociolog german. Este considerat a fi unul din principalii reprezentanți ai teoriei sistemelor în sociologie, alături de Talcott Parsons.